# Argyroneta aquatica japonica
Nhện nước Nhật Bản hay nhện mang bình lặn Nhật Bản (Danh pháp khoa học: Argyroneta aquatica japonica) là một phân loài của loài nhện nước trong nhóm nhện mang bình lặn (Argyroneta aquatica), phân bố ở Nhật Bản, trong tiếng Nhật, chúng còn được gọi là Mizugumo.

## Đặc điểm
Chúng có khả năng thở dưới nước và chỉ cần ngoi lên mặt nước duy nhất mỗi lần một ngày để lấy oxy (dưỡng khí). Mỗi con nhện mang bình lặn chăng mạng trên cây cỏ dưới nước và tích trữ không khí mà chúng mang từ trên mặt nước xuống để cho vào chiếc áo lặn, hay bong bóng bằng cách dự trữ trong bụng. Một điều rất đặc biệt ở những chiếc bong bóng, chiếc bong bóng có thể hút được oxy trong môi trường nước tù đọng, ngay cả trong ngày nắng nóng.